# Sapporo bryggeri
Sapporo bryggeri (サッポロビール株式会社, Sapporo Bīru Kabushiki-gaisha) är ett japanskt bryggeri med huvudkontor i Ebisu i Shibuya, Tokyo
Bryggeriet bildades när Kaitakushi bryggeri i Sapporo privatiserades 1886.

## Japan
Företaget har fem bryggerier:
- Hokkaido, Eniwa
- Sendai, Natori
- Chiba, Funabashi
- Shizuoka, Yaizu
- Kyushu Hita, Hita

## Sverige
I Sverige säljs ett licensbryggt öl från företaget under namnet Sapporo.